# Aparecida de Goiânia
Aparecida de Goiânia je město a obec (Município) ve střední Brazílii ve státě Goiás. Je součástí aglomerace hlavního města státu, Goiânia, město je vzdáleno 21 kilometrů od centra aglomerace. Předměstí je alternativou levnějšího bydlení obyvatel Goiania. Do roku 1963 byla obec administrativní součástí hlavního města.

## Hospodářství
Blízkost hlavního města přitáhla společnosti jako Mabel a Vepeza, které jsou soustředěny ve čtyřech průmyslových zónách. Průmysl je základem hospodářství města.